# Polystichum subintegerrimum
Polystichum subintegerrimum är en träjonväxtart som först beskrevs av William Jackson Hooker och Arn., och fick sitt nu gällande namn av R.Rodr. Polystichum subintegerrimum ingår i släktet Polystichum och familjen Dryopteridaceae. Inga underarter finns listade.